# Patrick Walsh (Politiker)

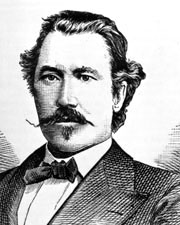
Patrick Walsh

Patrick Walsh (* 1. Januar 1840 in Ballingarry, Irland; † 19. März 1899 in Augusta, Georgia) war ein irisch-amerikanischer Politiker (Demokratische Partei), der den Bundesstaat Georgia im US-Senat vertrat.
Patrick Walsh wurde im County Limerick geboren. Zusammen mit seinen Eltern wanderte er 1852 in die Vereinigten Staaten aus, wo sich die Familie in Charleston (South Carolina) niederließ. Nach einer Lehre im Druckerhandwerk ging er diesem Beruf auch für einige Zeit nach. Währenddessen besuchte er auch eine Abendschule und später das Georgetown College in Washington, D.C., wo er seine Ausbildung bis zum Beginn des Bürgerkrieges fortsetzte.
1861 kehrte Walsh nach Charleston zurück und schloss sich der Staatsmiliz an. Er bekleidete im ersten Regiment der Carolina Rifle Militia den Rang eines Lieutenant. Im folgenden Jahr zog er nach Augusta in Georgia und begann sich dort als Journalist zu betätigen; unter anderem war er Redakteur beim Augusta Chronicle. Nach Kriegsende schlug er eine politische Laufbahn ein und saß von 1872 bis 1876 zunächst im Repräsentantenhaus von Georgia. Im Jahr 1884 nahm er als Delegierter an der Democratic National Convention in Chicago teil. Er war auch Mitglied der Kommission für die 1893 ebenfalls in Chicago stattfindende Weltausstellung.
Nach dem Tod von US-Senator Alfred H. Colquitt am 26. März 1894 wurde Patrick Walsh von Gouverneur William Yates Atkinson zu dessen Nachfolger im Kongress ernannt. Er gewann auch die Nachwahl für die restliche Amtsperiode und verblieb somit vom 2. April 1894 bis zum 3. März 1895 im Senat. In der Primary für die folgenden regulären Wahlen unterlag er jedoch Augustus Octavius Bacon.
Im Jahr 1897 wurde Walsh Bürgermeister von Augusta. Dieses Amt übte er bis zu seinem Tod im März 1899 aus.